# Paradiso - Canto nono

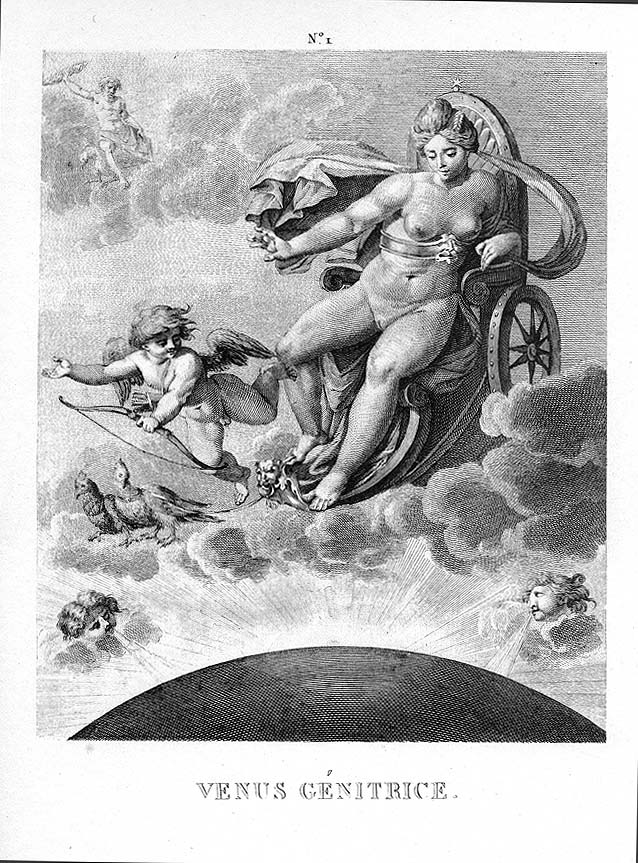
Ritratto di Venere, la dea padrona del cielo dove si svolge il canto nono

Il canto nono del Paradiso di Dante Alighieri si svolge nel cielo di Venere, ove risiedono gli spiriti amanti; siamo nel pomeriggio del 13 aprile 1300, o secondo altri commentatori del 30 marzo 1300.

## Incipit
(Anonimo commentatore dantesco del XIV secolo)

## Temi e contenuti

### Profezia di Carlo Martello - vv. 1-12
Carlo Martello, dopo aver chiarito il dubbio circa la diversità tra fratelli, predice a Dante gli inganni che subirà il figlio Carlo Roberto da parte dello zio. Ma, prima di tornare alla sua beatitudine, esorta il poeta a non rivelare nulla in quanto il giusto castigo colpirà re Roberto.

Sarebbe auspicabile indirizzare i cuori umani al sommo bene, anziché alle vanità terrene!

### Cunizza da Romano - vv. 13-66
Intanto un altro spirito, che dallo splendore esterno rivela il desiderio di rendere cosa gradita, si accosta al poeta. Lo sguardo di Beatrice rassicura Dante, il quale chiede all'anima di dimostrare come essa possa  vedere riflesso in sé il pensiero di lui. Quella, allora, comincia a parlare come ad una persona cui piace fare bene.
È Cunizza, gli fa sapere, sorella dell'efferato tiranno Ezzelino III.

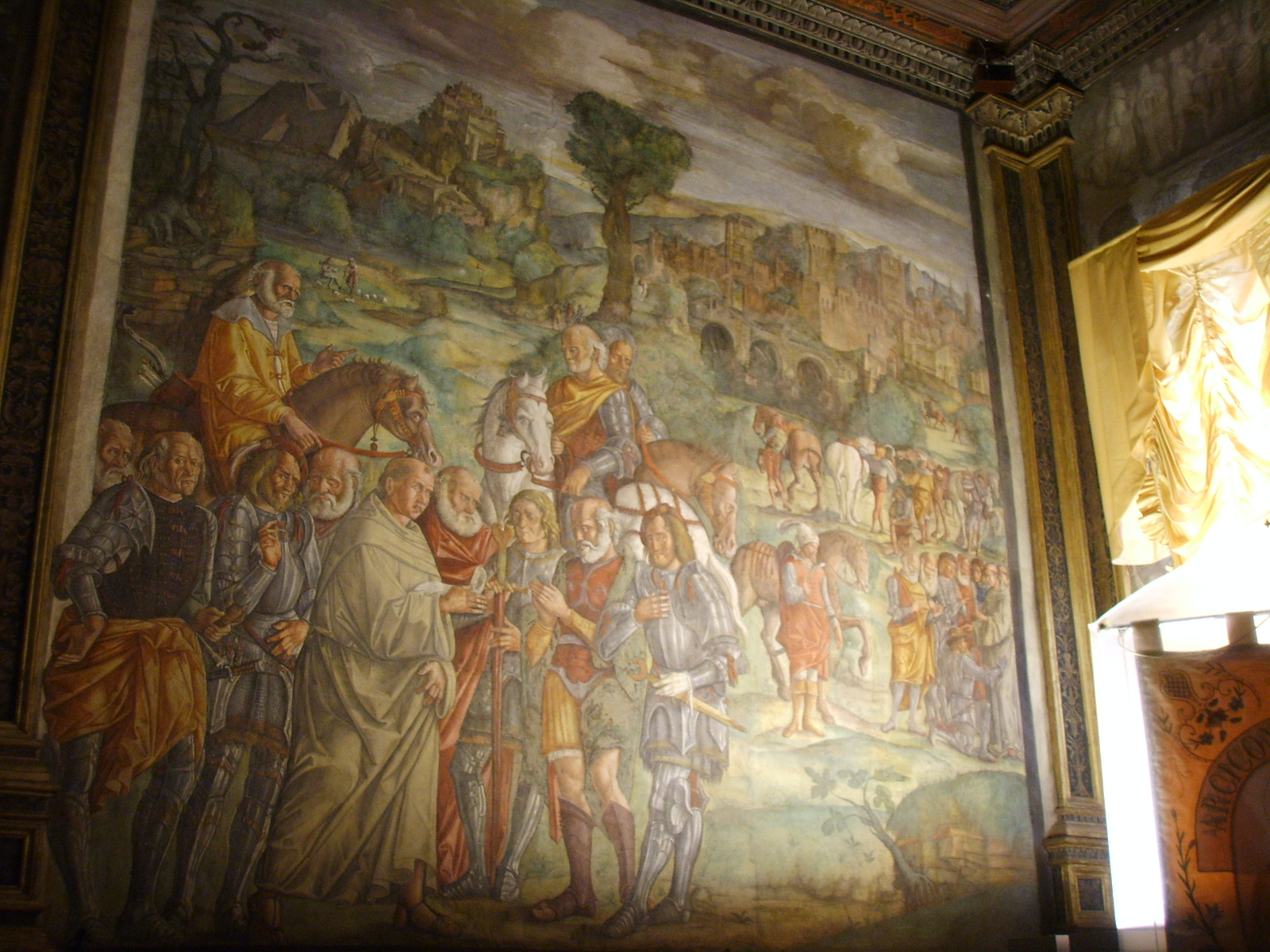
Sant'Antonio affronta il tiranno Ezzelino a Verona. Gian Antonio Corona, Scuola del Santo, Padova.

 Proviene, come il fratello, da quella parte della corrotta terra italica tra Venezia e le sorgenti dei fiumi Brenta e Piave da dove si leva il colle di Romano. Lei, Cunizza, si trova in Paradiso avendo in vita subito l'influsso di Venere che l'aveva resa peccatrice. La sua letizia può apparire strana agli uomini (ma non a Dio che, giudicando in modo diverso, ha disposto la sua salvezza). Accenna poi alla luce, splendente come un gioiello, che le sta accanto, e dice che la sua fama durerà almeno cinque secoli, grazie alla virtù della sua vita terrena: monito alla folla di coloro che, nella Marca Trevigiana, continuano a vivere male, sebbene le sventure li abbiano già colpiti. Ma ben presto i padovani tingeranno del proprio sangue le acque del Bacchiglione (sconfitti dai Ghibellini nel 1314) e a Treviso l'arroganza di Rizzardo da Camino sarà stroncata (da una congiura, nel 1312). Cunizza continua nelle profezie "post eventum" parlando di Feltre: il suo vescovo consegnerà a tradimento ai ferraresi tre fuorusciti, per mostrarsi favorevole alla parte guelfa. Conclude affermando che nell'Empireo i Troni sono le Intelligenze angeliche che come specchi riflettono nei beati il giudizio divino. A questo punto tace e si riunisce al moto circolare degli altri beati.

### Folchetto da Marsiglia - vv. 67-108

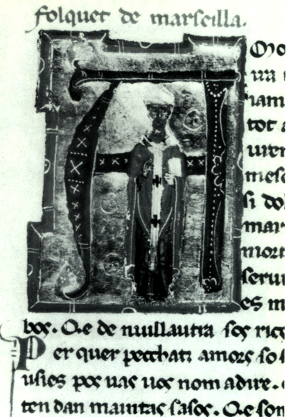
Folchetto di Marsiglia in una miniatura da un manoscritto della Biblioteca Nazionale di Francia, Parigi

Il poeta si rivolge al beato cui prima Cunizza ha accennato e che ora risplende come un rubino, esortandolo a parlare, dato che già conosce il desiderio di Dante. L'anima risponde con elaborate perifrasi geografiche dalle quali si comprende che è nato a Marsiglia. Di nome Folco, ricevette l'impronta determinante del cielo di Venere e visse con passione l'amore nella sua giovinezza. Tuttavia di tale amore non prova pentimento, bensì gioia, poiché la provvidenza lo orientò verso il bene.

### Raab - vv. 109-126
Folchetto prosegue indicando la luce che scintilla accanto a lui: è Raab, lo spirito più luminoso del terzo cielo, dove fu accolta prima di ogni altra anima redenta da Cristo. Tanta gloria le è valso l'aiuto che essa (prostituta di Gerico) diede a Giosuè nella conquista della Terra Santa, di cui oggi importa assai poco al pontefice.

### Invettiva contro i chierici avari - vv. 127-142
Firenze, nata dal seme di Lucifero, produce e diffonde ovunque il "maladetto fiore", ossia il fiorino, la moneta che suscitando l'ingordigia di ricchezza ha trasformato i pastori (gli ecclesiastici) in lupi. I Vangeli e gli scritti dei dottori della Chiesa sono lasciati da parte, e si studiano solo i Decretali, cioè i testi di diritto canonico. Papa e cardinali, pensando solo alle ricchezze, hanno dimenticato Nazaret dove l'arcangelo Gabriele diede l'annuncio a Maria. Ma presto i luoghi di Roma sacri per il martirio di San Pietro e dei primi cristiani saranno liberati da tale profanazione.

## Analisi
Come nel canto precedente, l'attenzione del poeta è rivolta, più che alla tematica amorosa attinente al cielo di Venere, a un'osservazione dura e a tratti polemica della situazione politica dell'Italia contemporanea e della Chiesa. In questo contesto, spiccano le profezie: una, pronunciata da Carlo Martello, riguarda il fratello Roberto d'Angiò, re di Napoli; la seconda, pronunciata da Cunizza, riguarda le città venete dilaniate da violenze e odi di parte; la terza, espressa da Folchetto di Marsiglia, è l'approdo di una vera e propria invettiva contro gli uomini di Chiesa, a cominciare dal papa, che hanno abbandonato il vangelo e si occupano soltanto delle ricchezze e dei modi apparentemente leciti per aumentarle. Nelle parole del trovatore, poi divenuto arcivescovo, spicca una metafora (il pastore diventato lupo) che anticipa con precisione le parole pronunciate da Pietro nel canto XXVII (vv. 55-56). Come in altri canti, anche qui l'asprezza dell'invettiva e l'amarezza delle profezie si esprimono in un registro linguistico caratterizzato dal lessico "basso" ( "si fa la ragna", "sconcia", "bigoncia", "il maladetto fiore"). Con questo linguaggio convive tuttavia un registro più alto, avvertibile nelle perifrasi geografiche (vv.25-30; 43-49; 82-93) e nei richiami mitologici (vv.97-102). Non mancano, infine, neologismi di creazione dantesca (v.73. "tuo veder s'inluia", ripreso poi dal v.81: "s'io m'intuassi come tu t'inmii").